# Orbigny-au-Mont
Orbigny-au-Mont est une commune française située dans le département de la Haute-Marne, en région Grand Est.

## Géographie

### Localisation
Orbigny-au-Mont se trouve à 9 km à vol d'oiseau à l'est de Langres, 35 km au sud-est de Chaumont, 60 km au nord-ouest de Vesoul  et 82 km de Besançon et 69 km au nord-est de Dijon.
Le sentier de grande randonnée GR 7 traverse la commune
La commune se trouve dans l'Aire d'attraction de Langres et dans le bassin de vie de cette ville, ainsi que dans la zone d'emploi de Chaumont.

### Communes limitrophes
Les communes limitrophes sont  Celsoy, Lecey, Neuilly-l'Évêque, Orbigny-au-Val et Plesnoy.
| Neuilly-l'Évêque |                 | Poiseul |
| Orbigny-au-Val   | Orbigny-au-Mont | Plesnoy |
| Lecey            |                 | Celsoy  |

### Géologie et relief
La superficie de la commune est de 9,35 km2 ; son altitude varie de 353  à   441 mètres.

### Hydrographie
La commune est traversée par la ligne de partage des eaux entre les régions hydrographiques « la Seine de sa source au confluent de l'Oise (exclu) » et le bassin versant de la Saône au sein respectivement du bassin Seine-Normandie et du bassin Rhône-Méditerranée-Corse. Elle est drainée par le ruisseau du Val de Gris, la Liez, le cours d'eau 01 de Crémongnon, la Suane, le ruisseau de Mouillerot,.
Le ruisseau du Val de Gris, d'une longueur de 21 km, prend sa source dans la commune de Bonnecourt et se jette  dans la Marne à Rolampont, après avoir traversé neuf communes.

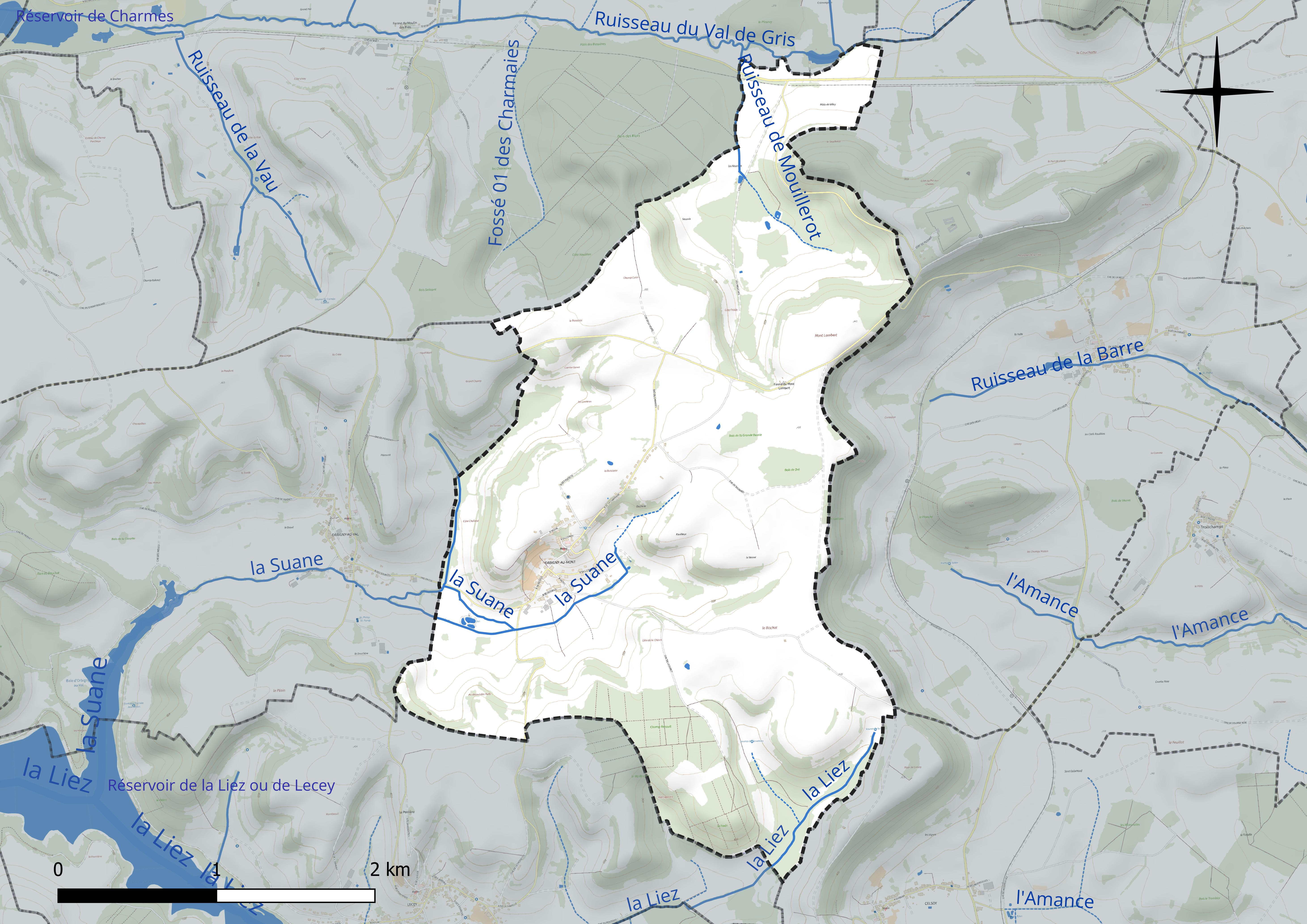
Carte hydrographique de la commune.
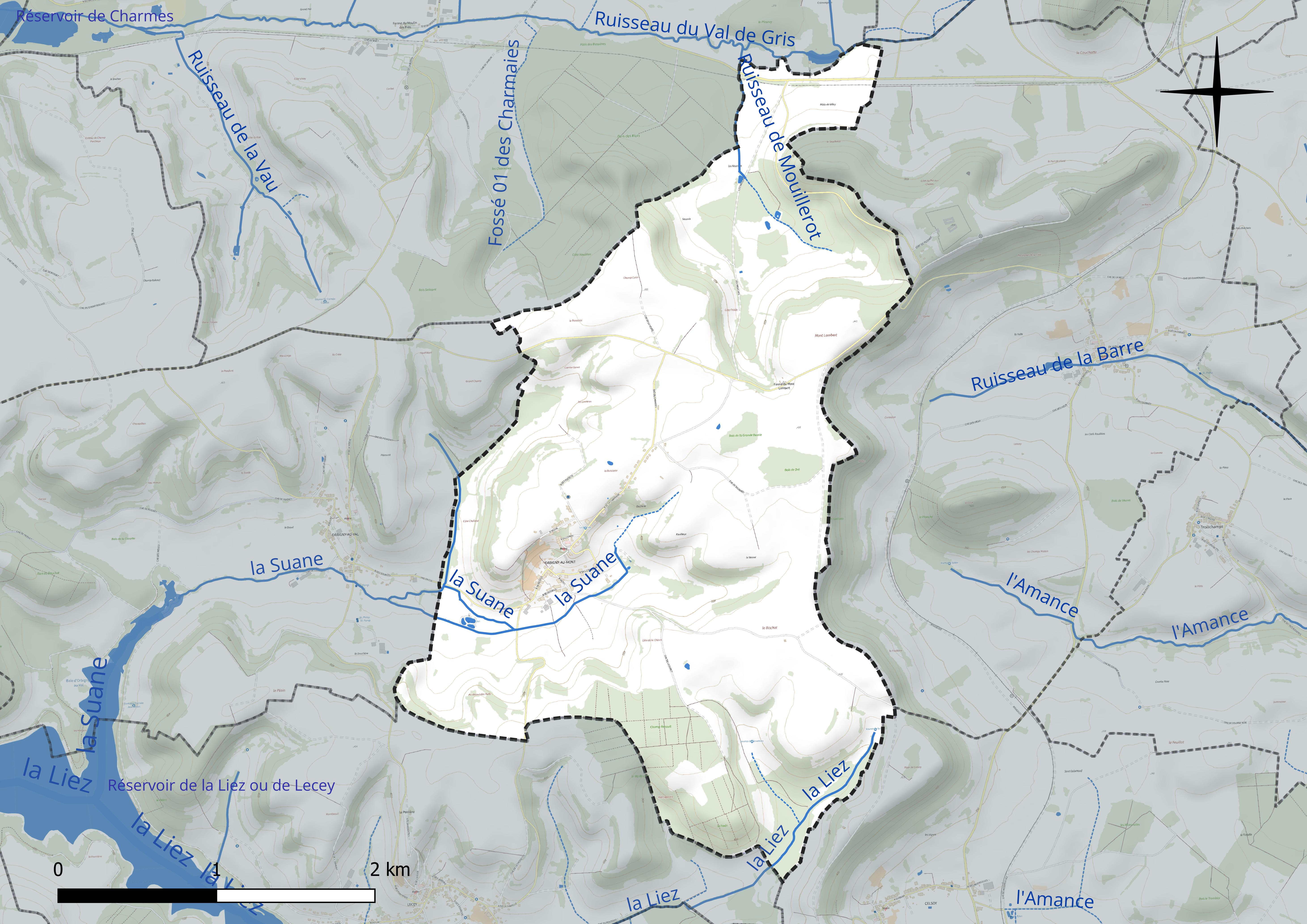
Réseau hydrographique d'Orbigny-au-Mont.

### Climat
Pour des articles plus généraux, voir Climat du Grand Est et Climat de la Haute-Marne.
En 2010, le climat de la commune est de type climat des marges montargnardes, selon une étude du Centre national de la recherche scientifique s'appuyant sur une série de données couvrant la période 1971-2000. En 2020, Météo-France publie une typologie des climats de la France métropolitaine dans laquelle la commune est exposée à un climat océanique altéré et est dans la région climatique Lorraine, plateau de Langres, Morvan, caractérisée par un hiver rude (1,5 °C), des vents modérés et des brouillards fréquents en automne et hiver.
Pour la période 1971-2000, la température annuelle moyenne est de 9,8 °C, avec une amplitude thermique annuelle de 16,9 °C. Le cumul annuel moyen de précipitations est de 950 mm, avec 13,2 jours de précipitations en janvier et 9 jours en juillet. Pour la période 1991-2020, la température moyenne annuelle observée sur la station météorologique de Météo-France la plus proche, « Neuilly-l'Évêque », sur la commune de Neuilly-l'Évêque à 4 km à vol d'oiseau, est de 10,3 °C et le cumul annuel moyen de précipitations est de 859,2 mm. 
La température maximale relevée sur cette station est de 38,8 °C, atteinte le 25 juillet 2019 ; la température minimale est de −22,7 °C, atteinte le 20 décembre 2009,,.
Les paramètres climatiques de la commune ont été estimés pour le milieu du siècle (2041-2070) selon différents scénarios d'émission de gaz à effet de serre à partir des nouvelles projections climatiques de référence DRIAS-2020. Ils sont consultables sur un site dédié publié par Météo-France en novembre 2022.

## Urbanisme

### Typologie
Au 1er janvier 2024, Orbigny-au-Mont est catégorisée commune rurale à habitat dispersé, selon la nouvelle grille communale de densité à sept niveaux définie par l'Insee en 2022.
Elle est située hors unité urbaine. Par ailleurs la commune fait partie de l'aire d'attraction de Langres, dont elle est une commune de la couronne,. Cette aire, qui regroupe 77 communes, est catégorisée dans les aires de moins de 50 000 habitants,.

### Occupation des sols

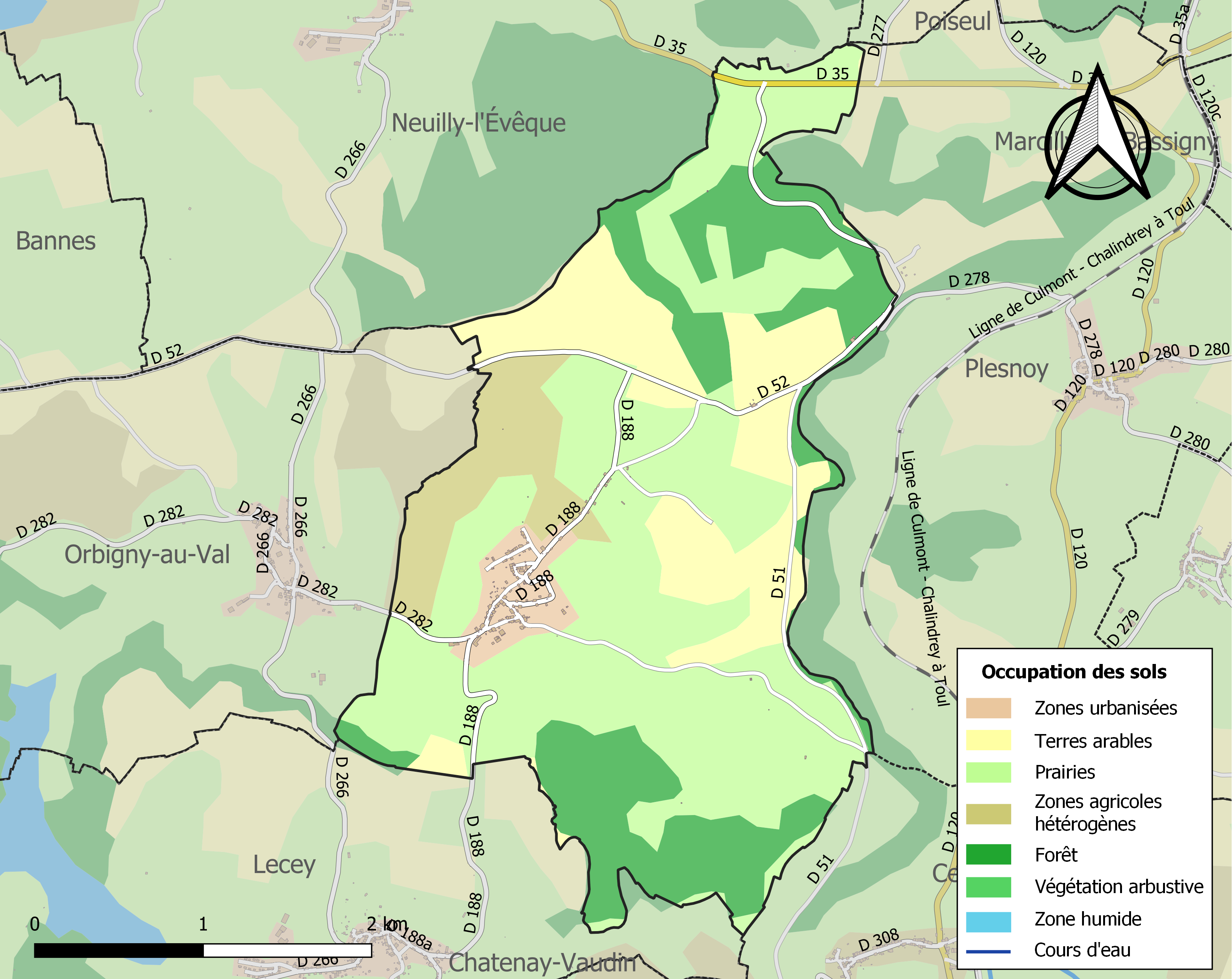
Carte des infrastructures et de l'occupation des sols de la commune en 2018 (CLC).

L'occupation des sols de la commune, telle qu'elle ressort de la base de données européenne d’occupation biophysique des sols Corine Land Cover (CLC), est marquée par l'importance des territoires agricoles (77 % en 2018), une proportion identique à celle de 1990 (77 %). La répartition détaillée en 2018 est la suivante : 
prairies (50,8 %), forêts (19,1 %), terres arables (18 %), zones agricoles hétérogènes (8,2 %), zones urbanisées (3,9 %). L'évolution de l’occupation des sols de la commune et de ses infrastructures peut être observée sur les différentes représentations cartographiques du territoire : la carte de Cassini (XVIIIe siècle), la carte d'état-major (1820-1866) et les cartes ou photos aériennes de l'IGN pour la période actuelle (1950 à aujourd'hui).

### Habitat et logement
En 2015 et 2020, le nombre total de logements dans la commune était de 76, alors qu'il était de 77 en 2010.
Parmi ces logements, 88,2 % étaient des résidences principales, 7,9 % des résidences secondaires et 3,9 % des logements vacants. Ces logements étaient tous  des maisons individuelles.
Le tableau ci-dessous présente la typologie des logements à Orbigny-au-Mont en 2020 en comparaison avec celle de la Haute-Marne et de la France entière. Une caractéristique marquante du parc de logements est ainsi une proportion de résidences secondaires et logements occasionnels (7,9 %) supérieure à celle du département (7,6 %) mais inférieure à celle de la France entière (9,7 %).
| Typologie                                               | Orbigny-au-Mont | Haute-Marne | France entière |
| ------------------------------------------------------- | --------------- | ----------- | -------------- |
| Résidences principales (en %)                           | 88,2            | 80,6        | 82,1           |
| Résidences secondaires et logements occasionnels (en %) | 7,9             | 7,6         | 9,7            |
| Logements vacants (en %)                                | 3,9             | 11,9        | 8,2            |

## Histoire
La forêt a abrité pendant la Seconde Guerre mondiale le maquis du bois d'Orbigny.

## Politique et administration

### Rattachements administratifs et électoraux

#### Rattachements administratifs
La commune se trouve dans l'arrondissement de Langres du département de la Haute-Marne.
Elle faisait partie depuis 1801 du canton de Neuilly-l'Évêque. Dans le cadre du redécoupage cantonal de 2014 en France, cette circonscription administrative territoriale a disparu, et le canton n'est plus qu'une circonscription électorale.

#### Rattachements électoraux
Pour les élections départementales, la commune fait partie depuis 2014 du canton de Nogent
Pour l'élection des députés, elle fait partie de la première circonscription de la Haute-Marne.

### Intercommunalité
Orbigny-au-Mont était membre de la petite communauté de communes de la région de Neuilly-l'Évêque, un établissement public de coopération intercommunale (EPCI) à fiscalité propre créé fin 2000 et auquel la commune avait transféré un certain nombre de ses compétences, dans les conditions déterminées par le code général des collectivités territoriales.
Conformément aux prescriptions de la loi de réforme des collectivités territoriales du 16 décembre 2010, qui a prévu le renforcement et la simplification des intercommunalités et la constitution de structures intercommunales de grande taille, cette intercommunalité a fusionné avec sa voisine pour former, le 1er janvier 2013, la communauté de communes du Grand Langres (ancienne), dont est désormais membre la commune. Celle-ci s'est encore agrandie pour former, le 1er janvier 2017, l'actuelle communauté de communes du Grand Langres, dont est toujours membre la commune.

### Liste des maires
| Période                                  | Période                        | Identité        | Étiquette | Qualité                                                            |
| ---------------------------------------- | ------------------------------ | --------------- | --------- | ------------------------------------------------------------------ |
| Les données manquantes sont à compléter. |                                |                 |           |                                                                    |
|                                          |                                |                 |           |                                                                    |
| 2004                                     | 2014                           | Michèle Gerbore |           |                                                                    |
| 2014                                     | juillet 2020                   | Clément Sauvage |           |                                                                    |
| juillet 2020                             | automne 2022                   | Michel Fouchet  |           | Ancienne profession intermédiaire Démissionnaire peu avant sa mort |
| avril 2023                               | En cours (au 30 novembre 2023) | Michèle Gerbore |           | Employée retraitée                                                 |

## Population et société

### Démographie
L'évolution du nombre d'habitants est connue à travers les recensements de la population effectués dans la commune depuis 1793. Pour les communes de moins de 10 000 habitants, une enquête de recensement portant sur toute la population est réalisée tous les cinq ans, les populations de référence des années intermédiaires étant quant à elles estimées par interpolation ou extrapolation. Pour la commune, le premier recensement exhaustif entrant dans le cadre du nouveau dispositif a été réalisé en 2005.

En 2022, la commune comptait 135 habitants, en stagnation par rapport à 2016 (Haute-Marne : −4,62 %, France hors Mayotte : +2,11 %).
| 1793 | 1800 | 1806 | 1821 | 1831 | 1836 | 1841 | 1846 | 1851 |
| ---- | ---- | ---- | ---- | ---- | ---- | ---- | ---- | ---- |
| 335  | 320  | 372  | 346  | 384  | 379  | 385  | 413  | 411  |

| 1856 | 1861 | 1866 | 1872 | 1876 | 1881 | 1886 | 1891 | 1896 |
| ---- | ---- | ---- | ---- | ---- | ---- | ---- | ---- | ---- |
| 373  | 371  | 360  | 348  | 333  | 286  | 283  | 272  | 276  |

| 1901 | 1906 | 1911 | 1921 | 1926 | 1931 | 1936 | 1946 | 1954 |
| ---- | ---- | ---- | ---- | ---- | ---- | ---- | ---- | ---- |
| 260  | 250  | 241  | 190  | 188  | 171  | 172  | 160  | 168  |

| 1962 | 1968 | 1975 | 1982 | 1990 | 1999 | 2005 | 2006 | 2010 |
| ---- | ---- | ---- | ---- | ---- | ---- | ---- | ---- | ---- |
| 162  | 154  | 112  | 159  | 168  | 162  | 160  | 159  | 155  |

| 2015 | 2020 | 2022 | - | - | - | - | - | - |
| ---- | ---- | ---- | - | - | - | - | - | - |
| 137  | 137  | 135  | - | - | - | - | - | - |

## Culture locale et patrimoine

### Lieux et monuments
- Le chœur de l'église  Saint-Pierre-Saint-Paul est  Inscrit MH (1925)[22]. 
L'église a un plan allongé avec une nef à trois vaisseaux de six travées, surmonté d'une tour-porche reconstruite en 1844 surmontée d'une flèche polygonale en ardoises. Le chœur est couvert d'ardoises, sa seconde travée a vu son voûtement refait en 1665[23].

### Personnalités liées à la commune
- Pierre Simonel (1760-1810), ingénieur géographe, explorateur du Nil en Égypte, y est né.
- Léo Bouvier (1998-), cycliste professionnel chez Bike Aid, y est né.

## Pour approfondir